# Saphanodes orientalis
Saphanodes orientalis är en skalbaggsart som först beskrevs av Jean François Villiers 1958.  Saphanodes orientalis ingår i släktet Saphanodes och familjen långhorningar. Inga underarter finns listade i Catalogue of Life.